# Кшенский
Кше́нский — рабочий посёлок в Курской области, административный центр Советского района.
Образует одноимённое муниципальное образование посёлок Кшенский со статусом городского поселения как единственный населённый пункт в его составе.
Население — 5586 чел. (2021).
Расположен на реке Кшень (бассейн Дона), в 121 км к востоку от Курска на автодороге Курск — Касторное. Железнодорожная станция Кшень на линии Курск — Воронеж.

## История
Посёлок был основан в 1894 году, как рабочее поселение, предназначенное для обслуживания станции Кшень, введённой в эксплуатацию в составе железной дороги Курск — Воронеж. В 1918 году пристанционному посёлку присвоили название «Советский». В 1920-х годах станция Кшень и посёлок Советский получили развитие как транспортный, торговый и ремесленный центр. В 1926 году посёлок Советский становится волостным центром, общая численность населения на тот момент составляла 898 человек.
В 1928 году, после перехода на областное, окружное и районное деление, был образован Советский район, административным центром которого был назначен посёлок Советский. К 1939 году население посёлка увеличилось до 2-х тысяч человек.
В 1958 году посёлок получил статус посёлка городского типа и был переименован в Кшенский.
В 1990-х часть деревни Ивановки стала относиться к посёлку.

## Климат
Климат Кшенского умеренно континентальный, с тёплым, умеренно влажным летом и изменчивой умеренно-холодной зимой. Годовая норма осадков колеблется в разные годы от 490 до 610 мм. Средняя температура самого тёплого месяца года, июля, составляет +20 °С, самого холодного, января, −7,3 °С. В наиболее холодные зимы температура может падать ниже −30 °С. Среднегодовая температура воздуха — +6,8 °C, среднегодовая влажность воздуха — 71 %, среднегодовая скорость ветра — 3-5 м/с.

## Население
| 1939  | 1959  | 1970  | 1979  | 1989  | 2002  | 2009  | 2010  | 2012  |
| ----- | ----- | ----- | ----- | ----- | ----- | ----- | ----- | ----- |
| 1938  | ↗4238 | ↗5725 | ↗6783 | ↗7513 | ↘6655 | ↗6722 | ↘6128 | ↘5930 |
| 2013  | 2014  | 2015  | 2016  | 2017  | 2018  | 2019  | 2020  | 2021  |
| ↘5847 | ↘5750 | ↘5710 | ↘5622 | ↘5540 | ↘5501 | ↘5496 | ↘5422 | ↗5586 |

Национальный состав
По итогам переписи населения 2020 года проживали следующие национальности (национальности менее 0,1 % и другое, см. в сноске к строке «Другие»):
| Национальность | Численность, чел. | Доля     |
| -------------- | ----------------- | -------- |
| Русские        | 5423              | 97,08 %  |
| Армяне         | 20                | 0,36 %   |
| Украинцы       | 14                | 0,25 %   |
| Ингуши         | 7                 | 0,13 %   |
| Другие         | 122               | 2,18 %   |
| Итого          | 5586              | 100,00 % |

## Экономика
В посёлке работают сахарный завод, элеватор, мельничный комплекс ООО «Родник». Месторождение тугоплавких глин (разрабатывается ООО «Пласт-импульс»).

## Транспорт
Через поселок Кшенский проходит железнодорожная линия Курск - Воронеж. На территории поселения расположена станция Кшень через которую проходят пригородные поезда до Воронежа , Касторной и Курска, 
а также поезда дальнего следования: Москва - Анапа, Калининград - Адлер и многие другие.

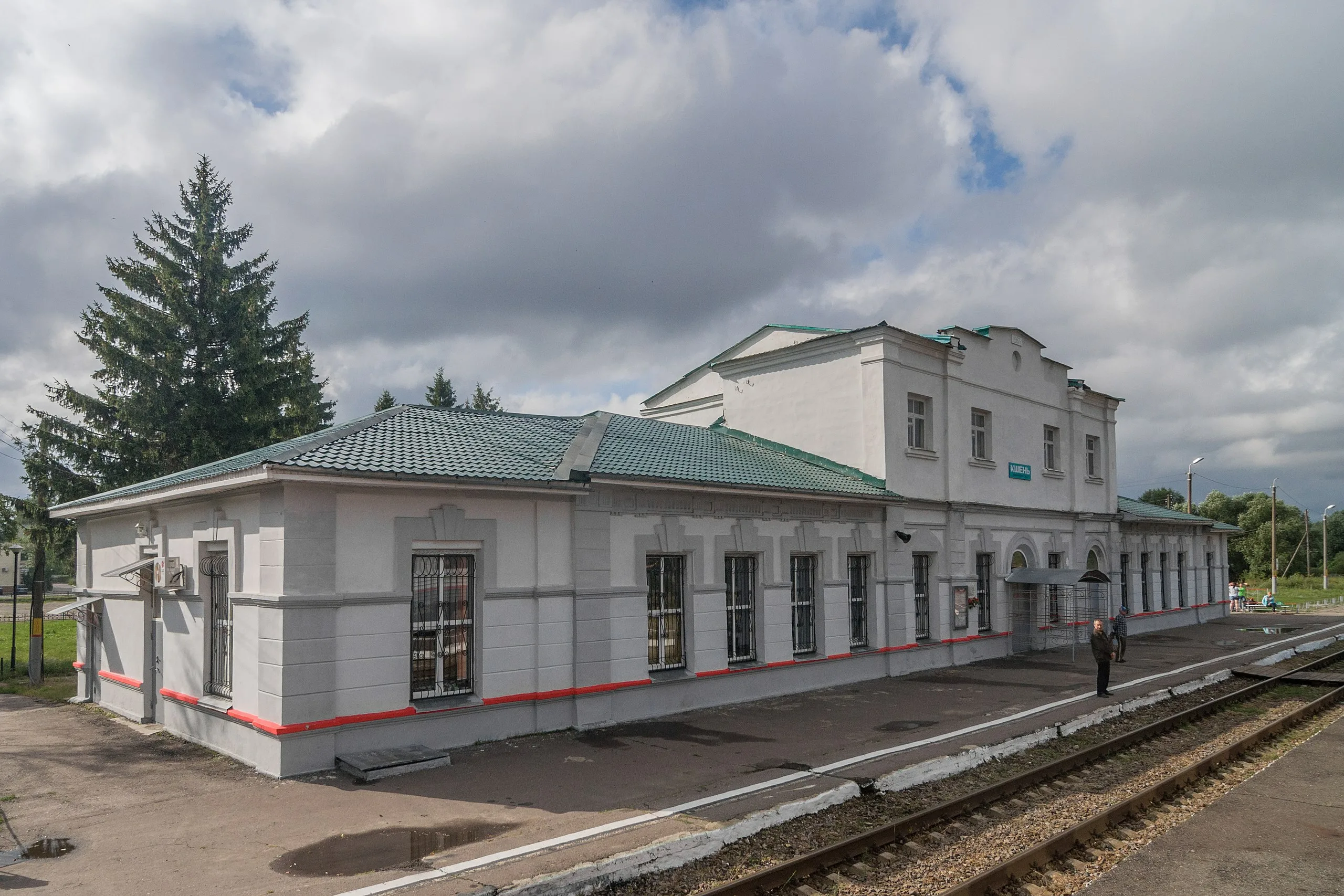
Железнодорожный вокзал

Автобусное сообщение развито хорошо. В посёлке действует один автобусный маршрут ул. Заводская ( д. Ивановка ) - Автостанция Кшень ( Центр) с интервалом час. Из межрайонных Кшенский - Верхние Апочки, Кшенский - Мармыжи и др.
Также на автобусе можно добраться до Курска, Касторной, Липецка ( через Волово, Тербуны). Проезд до Курска стоит 350 рублей.

## Культура
В посёлке долгое время действовали педагогический колледж и профессиональное училище № 33, которые с сентября 2013 года объединены в Советский социально-аграрный техникум. С 2007 года в посёлке работает «Советская ДЮСШ» спортсмены которой отличились на областных соревнованиях. В настоящий момент в ней обучается 150 человек.Кроме того в Кшенском две библиотеки, дом Пионеров, два ДК, три детских сада и две школы.
В 2015 году на Интерциональной улице открылся спортивный комплекс "ФОК",который был построен на средства "Газпрома".В 2023 году в здании бывшего Педагогического колледжа открылась школа искусств. 
В посёлке располагается центральная районная больница и частный стоматологический кабинет.

### Города-побратимы
- Лиман (Украина)[24]